# Verbandsgemeinde Wallhalben
La comunità amministrativa di Wallhalben (Verbandsgemeinde Wallhalben)  era una comunità amministrativa della Renania-Palatinato, in Germania.
Faceva parte del circondario del Palatinato Sudoccidentale.
A partire dal 1º gennaio 2014 è stata unita alla comunità amministrativa di Thaleischweiler-Fröschen per costituire la nuova comunità amministrativa Thaleischweiler-Wallhalben.

## Suddivisione
Comprende 12 comuni:
1. Biedershausen
2. Herschberg
3. Hettenhausen
4. Knopp-Labach
5. Krähenberg
6. Obernheim-Kirchenarnbach
7. Saalstadt
8. Schauerberg
9. Schmitshausen
10. Wallhalben
11. Weselberg
12. Winterbach (Pfalz)

Il capoluogo è Wallhalben.